# 比伯拉赫县
比伯拉赫县（Landkreis Biberach）是德国巴登-符腾堡州的一个县，隶属于蒂宾根行政区，首府比伯拉赫。

## 地理
比伯拉赫县北面与罗伊特林根县和山地-多瑙县，东面与巴伐利亚州的新乌尔姆县、下阿尔高县和梅明根市，南面与拉芬斯堡县，西南面和西面与锡格马林根县相邻。